# 佐々並村
佐々並村（ささなみそん）は、かつて山口県阿武郡の南部に存在した村。
1955年（昭和30年）4月1日に隣接する明木村との合併で旭村となり消滅した。現在は萩市南部の一地域となっている。

## 地理
山口県のほぼ中央、中国山地に囲まれた地域であり阿武川の支流である佐々並川沿いにわずかに平野が広がる。阿武郡の中でも阿東町、旧むつみ村と並んで山口市の経済圏に含まれる地域である。

## 歴史
- 1889年（明治22年）4月1日 - 町村制の施行により、近世以来の佐々並村が単独で自治体を形成。
- 1955年（昭和30年）4月1日 - 明木村と合併して旭村が発足。同日佐々並村廃止。

## 小字
- 小木原（こきはら）
- 板橋
- 大迫口
- 長瀬
- 高津（たかづ）
- 長小野
- 日南瀬
- 佐々並市
- 大下（おおじも）
- 与三原（よさんばら）

## 合併後
明木村との合併の際、元々隔たれた村域が合併したことを踏まえ、敢えて村役場の位置を定めなかったことから、旭村となってからも2年置きに村役場（本庁舎）と支所を交互に使用していた。その後電算システムの関係で旧明木村役場に村役場が固定され、旧佐々並村役場は旭村佐々並支所となったが、その他の公共施設の一部は佐々並に置かれることとなった。
2005年（平成17年）3月6日に周辺町村とともに萩市に合併（新設合併）したことから、現在は萩市旭総合事務所佐々並支所が佐々並に置かれている。

## 交通

### 鉄道
旧村域に鉄道は通っていない。鉄道を利用する場合の最寄り駅は、JR山口線宮野駅。

### 道路
- 一般国道
  - 国道262号
- 主要地方道
  - 山口県道10号山口福栄須佐線
  - 山口県道62号山口旭線

## 観光
- 萩市佐々並市伝統的建造物群保存地区 - 萩市に合併後の2011年に国の重要伝統的建造物群保存地区に選定された。